# Crollo della gru alla Mecca
L'incidente del crollo della gru alla Mecca si è verificato l'11 settembre 2015 durante il pellegrinaggio annuale dell'Ḥajj.

## Avvenimento
Durante una tempesta di fulmini che si stava abbattendo sulla città della Mecca in Arabia Saudita, un'enorme gru situata presso la Grande Moschea è crollata sulla folla, causando la morte di 111 persone e il ferimento di altre 394, intrappolandone molte tra le macerie create dal crollo.
Secondo quanto riferito, l'incidente è avvenuto poco prima delle 17:10 di venerdì.  La gru cingolata LR 11350 del gruppo Liebherr coinvolta nell'incidente era utilizzata per i lavori di rinnovo e ampliamento del complesso della Grande Moschea, uno dei luoghi più sacri dell'Islam e una delle destinazioni principali per i pellegrini durante l'Ḥajj. La gru è caduta sul lato est della moschea, colpendo con il suo braccio i tetti della piazza orientale, proprio intorno all'area della Kaaba, la struttura cubica al centro della moschea, che viene considerata il punto focale del pellegrinaggio. Le vittime dell'incidente erano principalmente pellegrini musulmani provenienti da diverse parti del mondo, inclusi Iran, Egitto, India e Bangladesh.
Le autorità saudite hanno immediatamente avviato indagini approfondite per determinare le cause dell'incidente. Si è inizialmente ipotizzato che la tempesta di fulmini possa aver causato il crollo, ma in seguito è emerso che la gru era stata posizionata in modo non conforme con le norme di sicurezza. Il direttore generale delle operazioni per la Kaaba e la Moschea, Ahmed bin Mohammed al-Mansoori, è stato successivamente rimosso dal suo incarico.
In seguito al disastro, il governo saudita ha promesso di migliorare le misure di sicurezza durante i lavori di ristrutturazione della Moschea, nel tentativo di evitare futuri incidenti simili. Inoltre, il Saudi Binladin Group, l'azienda di costruzioni responsabile dei lavori, ha subito sanzioni e restrizioni per il coinvolgimento nell'incidente.